# Wahlkreis Löbau I
Der Wahlkreis Löbau I war ein Landtagswahlkreis zur Landtagswahl in Sachsen 1990, der ersten Landtagswahl nach der Wiedergründung des Landes Sachsen. Er hatte die Wahlkreisnummer 34. Für die Landtagswahlen 1994 und 1999 wurde die Wahlkreisstruktur verändert. Das Gebiet des Wahlkreises Löbau I wurde Teil der Wahlkreise Bautzen 1 und Sächsische Oberlausitz 1.
Der Wahlkreis umfasste folgende 23 Gemeinden des Landkreises Löbau: Beiersdorf, Cunewalde, Dürrhennersdorf, Ebersbach, Ebersdorf, Eibau, Friedersdorf, Großschweidnitz, Kottmarsdorf, Lauba, Lawalde, Neueibau, Neugersdorf, Neusalza-Spremberg, Niedercunnersdorf, Obercunnersdorf, Oberoderwitz, Oppach, Ottenhain, Ruppersdorf/O.L., Schönbach, Walddorf und Weigsdorf-Köblitz. Die übrigen Gemeinden des Landkreises wurden über die Wahlkreise Görlitz, Land II – Zittau II – Löbau III (30) und Bautzen II – Löbau II (33) erfasst.

## Ergebnisse
Die Landtagswahl 1990 fand am 14. Oktober 1990 statt und hatte folgendes Ergebnis für den Wahlkreis Löbau I:
| Direktkandidat    | Partei (Kürzel) | Erststimmen (%) | Zweitstimmen (%) |
| ----------------- | --------------- | --------------- | ---------------- |
|                   | DA              | -               | 00,6             |
| Heinz Lehmann     | CDU             | 64,3            | 63,5             |
|                   | Chr. L          | -               | 00,8             |
|                   | DBU             | -               | 00,6             |
| Peter Prauß       | DSU             | 05,6            | 04,2             |
| Silvia Vogt       | F.D.P.          | 07,3            | 04,0             |
| Bettina Simon     | LL-PDS          | 09,2            | 07,4             |
|                   | NPD             | -               | 01,1             |
|                   | FORUM           | -               | 04,9             |
|                   | RAP             | -               | 00,1             |
|                   | SHB             | -               | 00,1             |
| Manfred Wiedemuth | SPD             | 12,9            | 13,2             |

Es waren 44.819 Personen wahlberechtigt. Die Wahlbeteiligung lag bei 74,7 %. Von den abgegebenen Stimmen waren 4 % ungültig. Als Direktkandidat gewählt wurde Heinz Lehmann (CDU). Er erreichte 64,3 % aller gültigen Stimmen.